# 汉纳·法胡里
汉纳·法胡里（阿拉伯語：حنا الفاخوري，1916年—2011年10月4日），是黎巴嫩学者，基督教神父、哲学家和阿拉伯语言学家。
他最有影响的作品是《阿拉伯文学史》。